# Pic Grapevine
Pour les articles homonymes, voir Grapevine.
Le pic Grapevine (en anglais : Grapevine Peak) est un sommet du comté de Nye, au Nevada, dans l'Ouest des États-Unis. Il culmine à 2 663 mètres d'altitude dans le chaînon Amargosa, dont il est le point culminant. Il est protégé au sein du parc national de la vallée de la Mort.